# Charlotta Dorothea Biehlová
Charlotta Dorothea Biehl(ová) (2. června 1731, Kodaň – 17. května 1788, tamtéž) byla dánská preromantická spisovatelka, dramatička a překladatelka.

## Život
Již v raném věku ji její dědeček z matčiny strany, prezident občanského soudu a soudní exekutor, naučil číst a psát, a díky němu se také naučila německy. Když jí bylo osm let, dědeček zemřel a její otec, sekretář Dánské akademie výtvarných umění, který měl velmi omezený náhled na výchovu dívek, jí zakázal číst knihy. Tento zákaz však tajně nedodržovala a sama se dokonce naučila francouzsky, italsky a později i španělsky.
Roku 1761 začala překládat pro Královské dánské divadlo hry zejména z francouzštiny, ale také z němčiny a italštiny. V té samé době začala psát i vlastní hry, inspirované Ludwigem Holbergem. Její dílo tvoří sentimentální, moralistní a rozjímavé komedie a povídky, které dnes již působí poněkud zastarale. Cenné jsou ale její dopisy obsahující velmi zajímavé zprávy a podrobnosti o kulturních poměrech té doby. Významný je také její překlad Cervantesova románu Důmyslný rytíř Don Quijote de la Mancha z let 1776–1777.

## Výběrová bibliografie
- Poète Campagnard (1762)

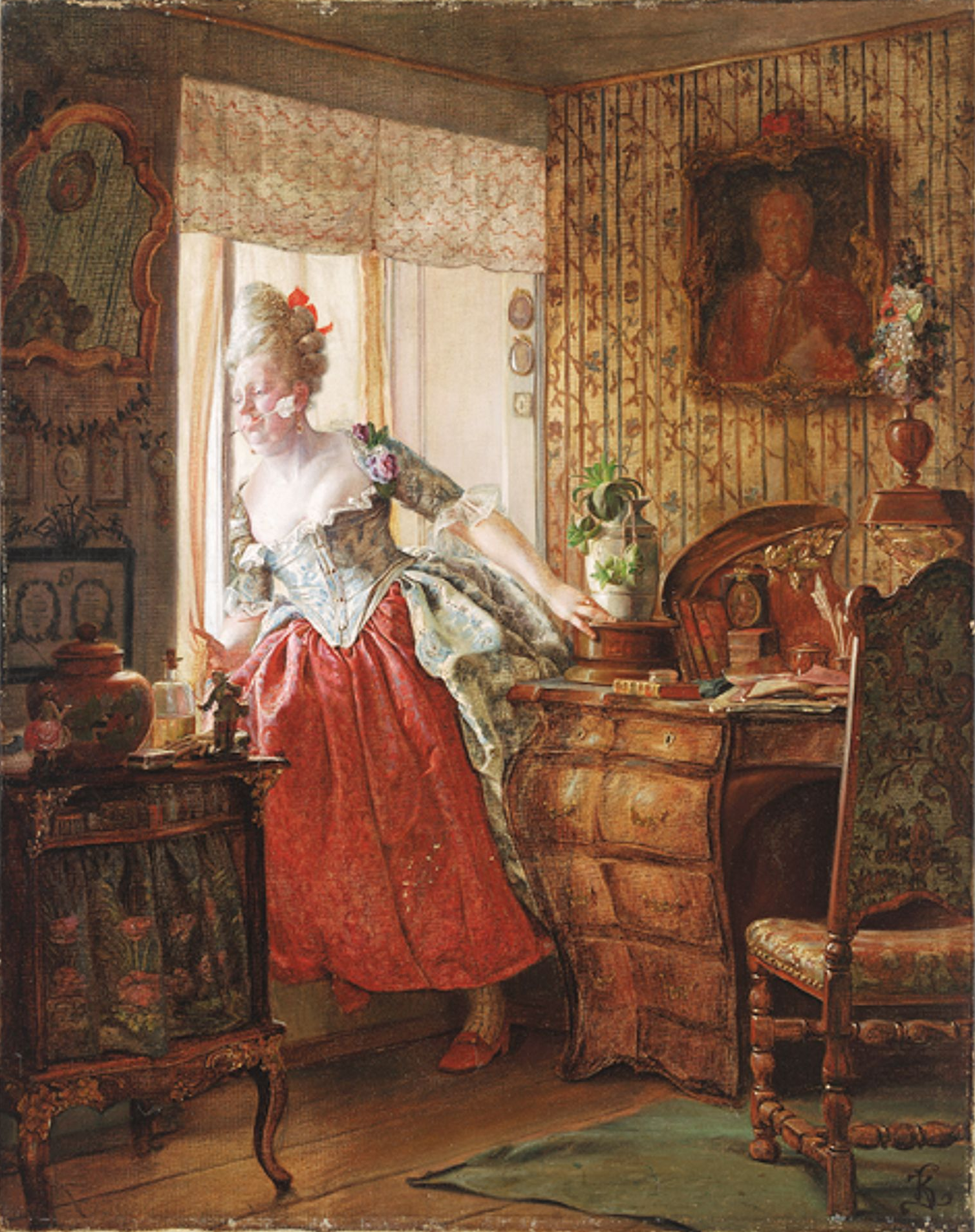
Spisovatelka na obraze Kristiana Zahrtmanna z roku 1784.

- Den kiærlige Mand (1764, ‚‘Milující muž‘‘)
- Den kiærlige Datter (1764. Milující dcera‘‘)
- Den forelskede ven (1765)
- Den listige Optrækkerske (1765)
- Den Ædelmodige (1767)
- Den prøvede Troskab (1774)
- Kierligheds-Brevene (1774)
- Moralske Fortællinger (1781), povídky.
- Brevveksling imellem fortrolige venner, (1783), knižně vydané dopisy s autorčiným přítelem, mladým vojákem Johanem Bülowem, který s později stal soudním maršálem.
- Orpheus og Eurydice (1786)
- Mit ubetydelige Levnets Løb (1787, Můj bezvýznamný životbní příběh), autobiografie.